# Georg Kundert
Georg Bankl Kundert (né le 18 novembre 1873 à Vienne, mort le 21 décembre 1925 dans la même ville) est un acteur, metteur en scène et réalisateur autrichien.

## Biographie
Il fait ses débuts d'acteur en 1892 au Rudolfsheimer Volkstheater de Vienne puis joue entre autres à Laibach, Heidelberg, Ingolstadt et Breslau. Il est également metteur en scène.
En 1909, il retourne à Vienne et travaille comme acteur et metteur en scène au théâtre Die Fledermaus. Il fait ses premières apparitions au cinéma en 1913, d'abord dans de petits rôles. Il se fait connaître en 1919 en incarnant Josef Bratfisch (de), le cocher du fiacre de Rodolphe d'Autriche lors du drame de Mayerling, dans le film Leibfiaker Bratfisch. En outre, Kundert travaille comme réalisateur sur plusieurs films muets.

## Filmographie
- 1914 : Filmposse
- 1914 : Ein Schritt vom Weg
- 1914 : Der Todesritt auf dem Riesenrad
- 1916 : Wien im Krieg
- 1917 : Wenn die Liebe auf den Hund kommt (de)
- 1918 : Frauenehre (uniquement réalisateur)
- 1919 : Das Grab ihrer Liebe (uniquement réalisateur et scénariste)
- 1920 : Der verarmte Edelmann (uniquement réalisateur)
- 1920 : Die gekreuzigt werden (uniquement réalisateur)
- 1922 : William Ratcliff (de)
- 1923 : Der Eisenkönig
- 1925 : Leibfiaker Bratfisch
- 1925 : Ein Walzer von Strauß (de)